# The Pilgrim
The Pilgrim is een Amerikaanse stomme film uit 1923 onder regie van Charlie Chaplin. Dit is Chaplin's laatste film waarin hij naast Edna Purviance te zien is.

## Verhaal
Chaplin speelt The Pilgrim, een ontvluchte gedetineerde. Hij steelt de kleren van een dominee als die aan het zwemmen is. Vervolgens vlucht hij met de trein naar Texas, waar mensen denken dat hij een geestelijke is. Hier ontmoet hij mevrouw Brown.

## Rolverdeling
| Acteur          | Personage         |
| --------------- | ----------------- |
| Charlie Chaplin | The Pilgrim       |
| Edna Purviance  | Mevrouw Brown     |
| Sydney Chaplin  | Cameo's           |
| Mack Swain      | Deacon            |
| Mickey Daniels  | Jongen in de kerk |
| Marion Davies   | Cameo             |